# 商工組合
商工組合（しょうこうくみあい）は、「中小企業団体の組織に関する法律」によって定められた法人である。大企業に対抗するための中小企業による団結を容認すること、その間の過度の競争を防止することの2つを目的とする。商工組合には、定款で定めた場合は同法で定める中小企業だけでなく、それ以外の大企業や協同組合も加入することができる。

## 商工組合の事業
組合員の事業活動の制限が主な事業である。
- 過度の競争の防止のための安定事業
- 合理化のための事業

※主務大臣の認可を受けて、調整規程を設けて行われる。
そのほか、
- 組合員のための指導調査事業
- 共同経営事業
- 組合協約等の締結

などがある。

## 商工組合の特徴
商工組合は、地区や加入者などが制約されている。組織形態は自由に選択することはできるが、次のような点について注意しなければならない。
地区は都道府県の地域（産地単位も可）以上となっている。地区を1都道府県にするか数府県にするかを決めなければならない。地区の決定には、組合設立の目的とともに、業者の地域的分布状況等が重要な判断基準となる。
商工組合は、同業種の業者たちで組織するが、その業種は分類の仕方によっていろいろ判断が分かれるのが現状である。その業種の範囲をいずれにするかという問題が実際にでてくる。商工組合は「1業種1組合」なので、ある人たちが自分たちの新しい商工組合を作りたいと思っても、その業種がすでに、他のある業種に含められて、既にその商工組合が先に設立されている場合は、もう他の商工組合は設立できないということになる。つまり、商工組合を作る場合は、関連・類似の業種の利害等を考えて業種を特定する必要がある。
次に、出資制にするか非出資制にするかという問題がある。
共同経済事業を行う場合は必ず出資制とする必要があるが、この場合は、共同経済事業を行うか否かの問題がでてくる。この決定は、組合設立の目的等から決定されることになるが、設立決定に当っては、商工組合のような広域多人数の組合でも適する共済事業などが出資制でないと行えないこと、あるいは組合の財政的基盤の充実などについても検討する必要がある。

## 助成措置
- 中小企業団体の組織に関する法律による自主的競争制限は、私的独占の禁止及び公正取引の確保に関する法律（独占禁止法）の適用除外となる。
- 一定の場合には、規制命令によりアウトサイダーも含めて制限が課される。
- アウトサイダーに対する加入命令。

などがある。